# Pematang Seleng
Pematang Seleng is een bestuurslaag in het regentschap Labuhan Batu van de provincie Noord-Sumatra, Indonesië. Pematang Seleng telt 5402 inwoners (volkstelling 2010).